# گرد شین رحیم خان
گرد شین رحیم خان مربوط به دوران پیش از تاریخ ایران باستان است و در شهرستان بوکان، روستای رحیم خان واقع شده و این اثر در تاریخ ۱۶ دی ۱۳۴۵ با شمارهٔ ثبت ۵۸۴ به‌عنوان یکی از آثار ملی ایران به ثبت رسیده است.